# Procenttegn
Procenttegnet ( % ) er:
- Det 37. tegn i ASCII-tegnsættet og repræsenteret ved hex-koden 0x25 i langt de fleste tegnsæt.
- Tegnet anvendt til at angive procent.
- Modulo-operator i flere programmeringssprog.